# Desmopachria defloccata
Desmopachria defloccata är en skalbaggsart som beskrevs av Young 1981. Desmopachria defloccata ingår i släktet Desmopachria och familjen dykare. Inga underarter finns listade i Catalogue of Life.